# María Josefa Coronel
María Josefa Coronel (Guayaquil, 4 de diciembre de 1965) es una periodista y abogada ecuatoriana.

## Biografía

### Estudios
Es licenciada en Ciencias Sociales y Políticas, abogada graduada de la Universidad Católica de Santiago de Guayaquil, mediadora y capacitadora en Resolución Alternativa de Conflictos, especialista en Derechos Humanos y máster en Derecho Administrativo.

### Ámbito profesional
Coronel inició como presentadora en el año 2000 en el noticiero Televistazo de Ecuavisa, donde conducía el espacio "Ayúdame María Josefa", que era un espacio de ayuda legal a los televidentes. Posteriormente integró el programa de entrevistas matinal de Teleamazonas y el noticiero del mediodía. También condujo el noticiero estelar denominado "24 Horas". En este canal ha desempeñado el cargo de Gerente Regional. En diciembre de 2017 se desvincula de su espacio "Los desayunos de 24 Horas" por causa de un tratamiento contra el cáncer, y fue reemplazada por Janet Hinostroza.
Coronel tiene una columna de opinión en el Diario Expreso.
Fue galardonada por su trayectoria periodística por la Muy Ilustre Municipalidad de Guayaquil.
Desde septiembre de 2021, ocupa la dirección del Consejo de la Judicatura en la provincia del Guayas.

## Vida personal
Viajó a Atlanta para tener tratamiento por el cáncer linfático, donde recibió un trasplante de médula y quimioterapias, tras lo cual regresó a Guayaquil, donde se encuentra en observación.

## Matrimonio y descendencia
Contrajo matrimonio con Gino Marchelli y es madre de dos hijos: Isabella y Alessandro.